# كمال محمد بشر
كمال محمد بشر (1921 - 8 أغسطس 2015) هو لغوي مصري.

## حياته
ولد الدكتور كمال محمد علي بشر بمحلة دياي مركز دسوق محافظة كفر الشيخ عام 1921م. حفظ القرآن وجوَّده بالكُتَّاب، والتحق بمعهد دسوق الديني. ولما أنهى المرحلة الابتدائية به انتقل إلى المعهد الثانوي الأزهري بالإسكندرية لعامين، ومنه انتقل إلى معهد طنطا لينال منه الشهادة الثانوية. التحق بدار العلوم بجامعة القاهرة ونال منها ليسانس اللغة العربية والدراسات الإسلامية (تقدير ممتاز – أول الفرقة) 1946م.
حصل على دبلوم المعهد العالي للمعلمين في التربية وعلم النفس 1948م. ابتعث إلى إنجلترا للتخصص في علم اللغة، ومن جامعة لندن حصل على درجة الماجستير في علم اللغة المقارن 1953 وعلى درجة الدكتوراه في علم اللغة والأصوات 1956.
توفي في اليوم الثامن من شهر أغسطس سنة 2015 عن عمر يناهز 94 عاما.

## تدرجه الوظيف
تدرج في مراتب التعليم الجامعي فعين مدرسًا بقسم علم اللغة بكلية دار العلوم 1956م، ثم أستاذًا مساعدًا 1962م، ثم أستاذًا 1970م. عين رئيسًا لقسم علم اللغة والدراسات السامية والشرقية بكلية دار العلوم من 1969م حتى 1987م، ثم وكيلاً لها 1973م، ثم عميدًا 1973 – 1975م، ثم أستاذًا متفرغًا من 1978م حتى وفاته.

## تدريسه وإنتاجه
للدكتور كمال بشر سجل حافل من النشاط الأكاديمي: فهو من الرعيل الأول الذي نشر علم اللغة الحديث بالجامعات العربية، فقد نهض بتدريسه بجامعة الملك سعود، وبكلية التربية وكلية الإنسانيات والعلوم الاجتماعية بقطر، وبكلية الآداب بجامعة الإمارات وبجامعة الكويت، وبمعهد بورقيبة للغات، هذا بالأصالة إلى تدريسه بكلية دار العلوم وبكلية الآداب والإعلام بجامعة القاهرة وبكلية البنات وكلية الألسن جامعة عين شمس وبمعهد البحوث والدراسات العربية بمعهد الفنون المسرحية وبمعهد الدراسات والبحوث الإفريقية.
الدكتور بشر مدرسة وحده في إعداد الباحثين اللغويين: منهجيًّا وثقافيًّا. فقد أشرف على عدد كبير منهم بكلية دار العلوم وبكلية الآداب جامعة القاهرة وبمعهد البحوث والدراسات العربية وبجامعة الأزهر. وشارك في فحص الإنتاج العلمي والبحوث العلمية (للنشر أو الترقية) في مصر والسعودية والإمارات والأردن والكويت وفلسطين والبحرين. أما نشاط الدكتور بشر في التأليف فواسع ومتنوع، وقدر لمؤلفاته أن تنشر غير مرة، وأن تكون مراجع موثقة لكل الباحثين في علم اللغة، ومن كتبه:
1. قضايا لغوية، 1962م.
2. علم الأصوات، نشر عدة مرات وأعيد تنقيحه وطبعه 1999م.
3. دراسات في علم اللغة، 1996م.
4. دور الكلمة في اللغة، وهو ترجمة لكتاب: words and their uses ، وقد نشر أول مرة سنة 1962م، وأعيد طبعه أكثر من خمس عشرة مرة.
5. علم اللغة الاجتماعي، نشر أول مرة سنة 1992م، وأعيد طبعه (منقحًا) سنوات 93، 94، 1995م.
6. خاطرات مؤتلفات في اللغة والثقافة، 1995م.
7. اللغة العربية بين الوهم وسوء الفهم، نشر سنة 2000م.
8. فن الكلام، 2003م.
9. صفحات من كتاب اللغة، 2004م.
10. مجمعيات، 2004م.
11. إذاعيات لغوية، 2005م.
12. التفكير اللغوي بين القديم والجديد، 2005م.

ومن بحوثه ودراساته المنشورة والتي ألقى بعضها في مؤتمرات علمية:
1. كتاب العين للخليل بن أحمد وموقعه في الدراسات اللغوية، نشر في حوليات كلية دار العلوم، 1973م.
2. كتاب محاضرات في علم اللغة العام للعالم السويسري (دي سوسير) وموقعه في الدراسات اللغوية، وقد نشر بمجلة مجمع اللغة العربية بالقاهرة، 1973م.
3. نوعية اللغة التي يتعلمها التلاميذ في المرحلة الأولى ووسائل التقريب بينها وبين اللغة الفصيحة، وقد نشرته جامعة الدول العربية ضمن بحوث قدمت إلى مؤتمر اللغة العربية بعمان بالأردن 1974م.
4. الأخطاء الشائعة في نظام الجملة بين طلاب جامعات دول الخليج. نشرته جامعة الكويت ضمن بحوث مؤتمر عقد بالكويت 1979.
5. مشكلات اللغة في العصر الحديث، ونشر ضمن بحوث أخرى في كتاب بعنوان «حصاد الموسم الثقافي» بوزارة التعليم بقطر.
6. جهود العرب في الدراسات الصوتية، مجلة الثقافة العربية الليبية، 1975م.
7. الأصوات عند سيبويه، مجلة الثقافة المصرية سنة 1975م.
8. عوامل التوحيد اللغوي.بحث نشر ضمن بحوث في كتاب بعنوان «من ثمار الفكر» بإشراف كلية التربية بقطر سنة 1975م.
9. مجموعة بحوث بعنوان «السيمانتيك أو علم المعنى»، مجلة الأزهر 1961 – 1962م.
10. ثلاثة عشر مقالاً بعنوان عام هو «فن الكلام»، وقد جاء كل مقال بعنوان فرعي يلائم مادته، وقد نشرت هذه المقالات بمجلة «الفن الإذاعي» وهي مجلة متخصصة في الشؤون الإذاعية.
11. ثلاثة بحوث في مفهوم الصواب والخطأ في اللغة «مجلة الفن الإذاعي».
12. العقاد في الدراسات اللغوية، مجلة الأزهر سنة 1964م.
13. مناهج البحث اللغوي عند العرب، بحث ألقي في ندوة التراث التي عُقدت بالقاهرة سنة 1976م تحت رعاية وزارة الثقافة المصرية، ونشر مع غيره من البحوث في كتاب بعنوان «ندوة التراث اللغوي».
14. اللغة بين التطور وفكرة الصواب والخطأ، بحث ألقي في مؤتمر مجمع اللغة العربية بالقاهرة سنة 1988م ونشر بمجلة المجمع.
15. «اللغة العربية والحاسوب»، بحث ألقي في ندوة بالكويت سنة 1989م، ونشر مع غيره من البحوث.
16. التعريب بين التفكير والتعبير – نشر بمجلة «الدارة» السعودية سنة 1993م.
17. الأصوات المتوسطة والأصوات الذُّلْق، نشر بمجلة معهد البحوث والدراسات العربية سنة 1996م.
18. الأدب ودوره في التلاقي العربي وتأكيد الانتماء، نشر بمجلة معهد البحوث والدراسات العربية.

ه

## نشاطه في الهيئات العلمية
وللدكتور كمال بشر نشاط ملحوظ في الهيئات العلمية: فهو عضو بالمجلس القومي للتعليم، وعضو بالمجلس القومي للثقافة والآداب، وعضو بشعبة الثقافة ومقرر شعبة الآداب بالمجالس القومية المتخصصة. وعضو بلجنة التعليم الأزهري. وعضو بالمجمع العلمي المصري، ومستشار اللغة العربية بمعاهد التدريب الإذاعي والتليفزيوني ورئيس جمعية (حماة اللغة العربية).

## نشاطه المجمعي
أما نشاطه المجمعي فواسع ومتعدد: فقد اختير عضوًا بالمجمع عام 1985م في المكان الذي خلا بوفاة الدكتور محمد خلف الله أحمد، ثم اختير لمنصب الأمين العام للمجمع خلفًا للأستاذ إبراهيم الترزي، ثم نائب رئيس مجمع اللغة العربية، خلفًا للدكتور محمود حافظ الذي انتخب رئيسًا للمجمع في سنة 2005م. وأعيد اختياره بعد ذلك ليكون الأمين العام لاتحاد المجامع اللغوية العلمية العربية. وهو عضو مجمع اللغة العربية بدمشق.
ومن اللجان التي يشارك فيها بالمجمع لجنة اللهجات ولجنة الألفاظ والأساليب وهو المقرر لكلتيهما. كما أنه كان أول مقرر للجنة الثقافية بالمجمع فأشرف على عدة ندوات أقامتها اللجنة بدار المجمع، منها:
- ندوة عن الشاعر علي الجارم.
- ندوة عن الدكتور إبراهيم أنيس.
- ندوة عن قضايا الشعر المعاصر.

وجمعت هذه الندوات في كتاب بعنوان «ندوات المجمع الثقافية».
ولا يقتصر نشاط الدكتور بشر الدائب على الجانب الأكاديمي والتأليف والعمل المجمعي بل نجده دائمًا حاضرًا ونافعًا في المنتديات العامة وفي المؤتمرات العلمية وفي الندوات الثقافية والدورات التدريبية ونشير فحسب إلى مشاركته في:
مؤتمر خبراء اللغة العربية في تونس، ومؤتمر سيبويه بشيراز 1974م، ومؤتمر (الرصيد اللغوي) بتونس، ومؤتمر تعليم اللغة العربية لغير العرب بالرياض، ومؤتمر اللغة العربية في جامعات الخليج.
ومشاركته في:
- الدورات التدريبية في اللغة العربية للمذيعين بمصر 1966م – حتى آخر عمره.
- الدورات التدريبية في اللغة العربية للمذيعين في السعودية وقطر والإمارات العربية.
- تقديم المادة العلمية لبرنامج إذاعي خاص باسم (لغة الشعب) والمادة العلمية للموسوعة العالمية العربية بالسعودية.

بالإضافة إلى إشرافه على ترجمة معجم المصطلحات اللغوية ومراجعته مراجعة نهائية 1983م.
نال تقديرًا عاليًا في مصر وفي العالم العربي. فنال جائزة الدولة التقديرية 1991م، ونال وسام العلوم والفنون من الطبقتين الثانية والأولى. كما نال جائزة صدام في الدراسات اللغوية عام 1987م.